# Home fort
Un home fort és un líder polític que governa per la força un règim autoritari. El terme s'utilitza sovint de manera intercanviable amb "dictador", però es diferencia d'un "senyor de la guerra".
Un home fort no és necessàriament sempre un cap d'Estat oficial o cap de govern; de vegades els periodistes usen el terme per descriure una figura militar o política que exerceix més influència sobre el govern de la que permet una Constitució. El general Manuel Noriega, per exemple, va ser sovint anomenat l'"home fort de Panamà" per l'enorme quantitat de poder polític que exercia sobre Panamà, tot i que ell no era el president formal de l'Estat.
De la mateixa manera, no totes les anàlisis sobre un "lideratge fort" (o tota promesa de proporcionar tal lideratge) albiren el govern per un home fort.

## Figures polítiques citades com a "homes forts"
- Recep Tayyip Erdoğan[3][4][5]
- Isaias Afewerki[6]
- Omar al-Bashir[7]
- Dési Bouterse[8]
- Pierre Buyoya[9]
- Fidel Castro[10]
- Hugo Chávez[11][12]
- Rafael Correa[13]
- Deng Xiaoping[14]
- Francisco Franco[15]
- Moammar al-Gaddafi[16]
- Ramzan Kadírov[17]
- Paul Kagame[18]
- Kim Jong-il[19]
- Lee Kuan Yew
- Mao Zedong[14]
- Ferdinand Marcos[20]
- Mobutu Sese Seko[21]
- Mahathir bin Mohamad[22]
- Daniel Arap Moi[23]
- Hosni Mubàrak[24]
- Robert Mugabe[25]
- Pervez Musharraf[26]
- Napoleó Bonaparte[27]
- Manuel Noriega[28]
- Park Chung-hee[29][30]
- Augusto Pinochet[31]
- Chiang Kai-shek[32]
- Vladímir Putin[33][34]
- Syngman Rhee[35]
- Denis Sassou-Nguesso[36]
- Hun Sen[37]
- Ióssif Stalin[38]
- Franjo Tudjman[39]
- Rafael Trujillo[40]